# Alexander Berner
Alexander Berner (1901) è stato uno skeletonista svizzero che gareggiò negli anni venti.
Ha partecipato per la prima ed unica volta ai Giochi olimpici invernali all'edizione di Sankt Moritz nel 1928 classificandosi quinto a un decimo da Agostino Lanfranchi e a 3,7 secondi dalla medaglia di bronzo David Carnegie.